# Eduardo Carvalho
Eduardo dos Reis Carvalho (Mirandela, 19. rujna 1982.) umirovljeni je portugalski nogometaš.

## Karijera

### Klupska karijera
Eduardo je u svojoj karijeri nastupao za Bragu B momčad, Bragu, S.C. Beira-Mar, Vitóriu de Setubal, Genou, Benficu i Istanbul BB. U 2014. godini je portugalski reprezentativac prešao u zagrebački Dinamo. U kolovozu 2016. godine je Eduardo potpisao jednogodišnji ugovor sa svojim prvim klubom u Premier ligi, Chelsea.

### Reprezentativna karijera
Portugalski nogometni izbornik objavio je u svibnju 2016. popis za nastup na Europskom prvenstvu u Francuskoj, na kojem je se nalazio Eduardo. Eduardo je ostao bez nastupa na tom prvenstvu. 

## Vanjske poveznice
- Profil na Transfermarktu
- Profil na Soccerwayu  Arhivirana inačica izvorne stranice od 20. kolovoza 2017. (Wayback Machine)